# Comitatul Gorizia

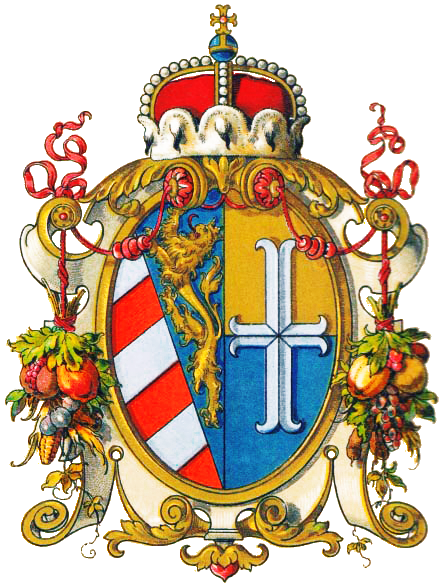
Stema Comitatului Princiar Gorizia și Gradisca
Hugo Gerard Ströhl, 1890

Comitatul Gorizia (în albastru) la sfârșitul secolului al XVIII-lea

Comitatul Gorizia (în germană Grafschaft Görz), devenit în 1365 Comitatul Princiar Gorizia (în germană Gefürstete Grafschaft Görz) și prin extindrea din 1747, Comitatul Princiar Gorizia și Gradisca (în germană Gefürsteten Grafschaft Görz und Gradisca), a fost un stat apărut în Evul Mediu în partea de sud-est a spațiului alpin. În 1500 comitatul a intrat în stăpânirea Casei de Habsburg. Comitatul a avut ulterior statutul de țară a Coroanei în  Sfântul Imperiu Roman, apoi în Imperiul Austriac și în Austro-Ungaria pînă în 1918, făcând parte din Litoralul austriac. Orașul Gorizia, care a dat numele comitatului, aparține Italiei începând din 1918.

## Evoluția istorică
Comitatul Gorizia luase ființă ca teritoriu al Casei de Gorizia  încă de la începutul secolului al XII-lea. Descendența conților de Gorizia Engelbert I (menționat în documente încă din 1107) și a fratelui său mai mare Meinhard I, nu a fost clarificată cu exactitate. Hotărâtoare pentru ascensiunea familiei a fost legătura ei strânsă cu Patriarhia de Aquileia, care a permis membrilor familiei să dobândească feude mari în Friuli și Istria, incluzând reședința strămoșească a Goriziei.
În 1271 frații Meinhard al II-lea de Gorizia-Tirol și Albert I de Gorizia au împărțit între ei posesiunile Casei de Gorizia. Meinhard a primit comitatul Tirolului, pe care tatăl său Meinhard I de Gorizia-Tirol îl moștenise în 1253 de la contele Albert al III-lea al Tirolului, în timp ce Albert a moștenit castelul ancestral și comitatul Gorizia, primind și posesiuni în Istria, Friuli, Carintia și Pustertal. Astfel au apărut cele două linii ale familiei: Linia Meinhardină și Linia Albertină. Pe lângă Tirol, Linia Meinhardină a cârmuit și Carintia între 1286 și 1335. În 1363 când această linie a familiei s-a stins datorită absenței moșteritorilor de sex masculin, Margareta de Tirol a dat posesiunile fiului ei decedat Meinhard al III-lea lui Rudolf al IV-lea, moștenitorul Casei de Habsburg.
Comitatul Gorizia era deținut de fapt de Linia Albertină și se întindea de la San Candido și Lienz, în nord, până aproape de coasta mării Adriatice, în sud.
Teritoriile Liniei Albertine a conților de Gorizia au fost mult diminuate în secolul al XIV-lea. În 1303 Albert I (d. 1304) a plănuit împărțirea teritoriilor între fiii săi, Henric al III-lea și Albert al II-lea, împărțire care s-a realizat efectiv în 1307. Albert I primise în 1277 de la regele romano-german Rudolf I ca recompensă pentru serviciile sale în lupta împotriva regelui Ottokar al II-lea, stăpânirea în Meichau (în slovenă Mehovo) și Craina Albă (în germană Weißkrain), Tschernembl (în slovenă Črnomelj) și Möttling (în slovenă Metlika). Albert al II-lea (d. 1327) a primit posesiunile din Pustertal și Carintia, iar Henric al III-lea toate teritoriile Goriziei la sud de munții Dolomiți și Karawanken. Din 1323 după moartea lui Henric al III-lea, aliat al ducelui Frederic cel Frumos împotriva lui Ludovic al IV-lea care luase în stăpânire Treviso și Padova, au existat patru comitate diferite ale Goriziei din Pustertal până la Istria. Datorită amenințării Republicii Venețiene la adresa comitatului Gorizia, conții și-au mutat reședința la Castelul Bruck lângă Lienz, care a rămas până la sfârșit reședința principală și centrul puterii lor.
În 1365 împăratul Carol al IV-lea i-a acordat lui Meinhard al VI-lea titlul de prinț imperial, astfel comitatul Gorizia devenind comitat princiar. Fratele său, Albert al III-lea, preluase prin divizarea din 1342, Mitterburg (astăzi Pazin) în Istria și posesiunile familiei din Marca Vindica și Craina Albă, dându-le în 1364 prin contract de moștenire familiei de Habsburg, înainte ca el să moară în 1374.
Contele Henric al VI-lea (d. 1454) a reunit în 1430 proprietățile rămase încă în posesia familiei și a încheiat un contract de moștenire cu conții de Celje în 1437 (anulat în 1456), în scopul de a înlocui vechiul contract de moștenire încheiat cu Habsburgii în 1394. În disputa privind moștenirea conților de Celje, Gorizia a pierdut în fața împăratului Frederic al III-lea. Prin Tratatul de la Pusarnitz din 1460 Casa de Gorizia a trebuit să cedeze și multe posesiuni din nordul comitatului lor. Doar Lienz a fost recâștigat în 1462 printr-o revoltă.

## Stăpânirea habsburgică după 1500
Leonard, ultimul conte de Gorizia, a încercat în zadar de-a lungul vieții să recâștige posesiunile din Carintia pierdute prin diverse alianțe. Totuși în 1500, înainte de a muri, Leonard a încheiat un nou contract de moștenire cu Habsburgii. Conform acestui contract toate posesiunile sale au revenit împăratului romano-german Maximilian I. Deși acesta a unit teritoriile din jurul orașului Lienz, cu Tirolul, Gorizia a rămas un land cu parlament propriu. Imediat după 1500 Gorizia a fost administrată de reprezentantul imperial (căpitan) Virgil de Graben, iar Gorizia a făcut parte din Austria Interioră. Gorizia s-a orientat politic spre Stiria, cea mai mare provincie din Austria Interioară, însă nu a jucat un rol important în răspândirea Reformei Protestante din secolul al XVI-lea. La împărțirea teritoriilor habsburgice din 1564, Gorizia a intrat în stăpânirea arhiducelui Carol al II-lea al Austriei.
În 1647 împăratul Ferdinand al III-lea a despărțit  comitatul Gradisca de comitatul Gorizia și l-a ridicat la rang de comitat princiar în favoarea familiei Eggenberg, care ulterior a dispărut. În 1717 comitatul princiar Gradisca a revenit prin moștenire Casei de Habsburg. Cele două comitate au fost reunite devenind Comitatul princiar Gorizia și Gradisca.